# Memoriał Jana Ciszewskiego 1989
Memoriał im. Jana Ciszewskiego 1989 – 7. edycja turnieju żużlowego poświęconego pamięci znanego polskiego komentatora sportowego Jana Ciszewskiego, który odbył się 10 czerwca 1989 roku. Turniej wygrał Henryk Bem.

## Wyniki
- Stadion Miejski (Rybnik), 10 czerwca 1989

| Msc. | Zawodnik            | Klub           | Pkt  |  |  |
| ---- | ------------------- | -------------- | ---- |  |  |
| 1    | Henryk Bem          | Rybnik         | 13+3 |  |  |
| 2    | Piotr Pawlicki      | Leszno         | 13+2 |  |  |
| 3    | Antoni Skupień      | Rybnik         | 11+3 |  |  |
| 4    | Adam Pawliczek      | Rybnik         | 11+2 |  |  |
| 5    | Jan Krzystyniak     | Rzeszów        | 11+1 |  |  |
| 6    | Eugeniusz Skupień   | Rybnik         | 8    |  |  |
| 7    | Janusz Sikoń        | Rzeszów        | 8    |  |  |
| 8    | Antoni Bielica      | Świętochłowice | 7    |  |  |
| 9    | Mirosław Korbel     | Rybnik         | 7    |  |  |
| 10   | Bronisław Klimowicz | Rybnik         | 6    |  |  |
| 11   | Józef Cebula        | Częstochowa    | 5    |  |  |
| 12   | Janusz Stachyra     | Rzeszów        | 5    |  |  |
| 13   | Roland Wieczorek    | Opole          | 4    |  |  |
| 14   | Zbigniew Krakowski  | Leszno         | 4    |  |  |
| 15   | Sławomir Drabik     | Częstochowa    | 4    |  |  |
| 16   | Leszek Matysiak     | Świętochłowice | 0    |  |  |